# Andre Ngole Kona
Andre Ngole Kona ou Andre N'Gole Kona, né le 16 juin 1970 à Lubumbashi en République démocratique du Congo, est un footballeur international zaïrois. Il joue au poste d'attaquant du début des années 1990 au début des années 2000.

## Biographie
Andre Ngole Kona commence le foot dans son pays natal et joue successivement dans les équipes de Lubumbashi (FC Lubumbashi Sport) et de Barumbu (SM Bibicha). Ensuite, il se rend au centre de formation des Jomo Cosmos en Afrique du Sud.
Lors de la saison 1993-1994, Andre Kona joue à Gençlerbirliği.
En inscrivant 74 buts dont 12 penaltys pour Gençlerbirliği, il devient le meilleur buteur du club depuis 1958.
Entre le 23 août 1993 et le 26 mai 2001, il joue 147 matchs totalisant 12 458 minutes pour ce club.
Il réalise sa meilleure performance lors de la saison 1993-1994, où il inscrit un total de 21 buts en première division turque.
Il joue ensuite pour Antalyaspor, puis de nouveau pour Gençlerbirliği, puis pour Diyarbakirspor et enfin İstanbulspor A.Ş..
Il est l'un des seuls joueurs non turcs à avoir marqué plus de 100 buts dans la Super Ligue turque.
Andre Ngole Kona reçoit onze sélections en équipe du Zaïre entre 1991 et 1996, inscrivant trois buts.
Il participe à deux Coupe d'Afrique des nations, en 1992 puis en 1996. Lors de la CAN 1992 organisée au Sénégal, il joue deux matchs, inscrivant un but contre le Maroc. Lors de la CAN 1996 qui se déroule en Afrique du Sud, il joue trois matchs, sans inscrire de but. A chaque fois, le Zaïre s'incline en quart de finale.
Andre Ngole Kona inscrit également deux buts lors des éliminatoires de la CAN, en 1992 contre le Kenya et en 1995 contre le Cameroun.
Il est nommé le dimanche 2 janvier 2022 entraîneur de l'équipe de l'Etoile du Kivu, pensionnaire de la Vodacom Ligue 1.

## Palmarès
- Vainqueur de la Coupe de Turquie en 2001 avec Gençlerbirliği